# Jak minął dzień (singel)
Jak minął dzień – piosenka Krzysztofa Krawczyka z albumu o tym samym tytule, nagrana w 1977 i wydana rok później. Ukazała się w singlu wraz z utworem pt. Pamiętam ciebie z tamtych lat.

## Opis
Utwór ten jest uznawany za jeden z największych przebojów Krzysztofa Krawczyka. W 1978 roku został on nagrodzony III Nagrodą za aranżację na 16. Krajowym Festiwalu Piosenki Polskiej w Opolu, a także wykonany na Międzynarodowym Festiwalu Interwizji w Sopocie. Utwór ma również bułgarską wersję pt.: "Как Премина Денят".
W 2013 roku został on użyty w reklamie sieci telefonii komórkowej – Heyah.
Utwór ukazał się również na płytach oraz kasetach takich jak m.in.: Międzynarodowa Wiosna Estradowa – Poznań '78 (1978), Przeboje '78 (1979), Plebiscyt Studia Gama 2, Zostań z nami melodio, Przeboje 40-lecia Vol. 4 (1984), Złote przeboje (1987), Krzysztof Krawczyk (1987), Największe przeboje (1993), The Singles Album (1993), Moje Przeboje (1994), Złote przeboje Wojciecha Trzcińskiego (1995), Złote przeboje (1996), Złote przeboje: Zaufaj sercu (1997), Jak przeżyć wszystko jeszcze raz (1998), Gold (1999), Złota kolekcja: Pamiętam ciebie z tamtych lat (1999), Złote przeboje (1999), Największe przeboje (2000), Jestem sobą (2004), The Best: Rysunek na szkle (2004), Złota Kolekcja: Pamiętam ciebie z tamtych lat (2005), Single (2007), The Very Best of (2015), Pamiętam ciebie z tamtych lat (2015), Największe przeboje (2016), Empik prezentuje: Dobre bo polskie (2018), Legendy Polskiej Sceny Muzycznej: Krzysztof Krawczyk (2019), Krzysztof Krawczyk oraz w ścieżce dźwiękowej filmu pt. Murmurando.

## Nagrody
- 1978: III Nagroda za aranżację na 16. Krajowym Festiwalu Piosenki Polskiej w Opolu

## Inne wykonania
- Just One & Kris – nagrali własną wersję w 1998 roku.
- Bad Boys Band – nagrał własną wersję w 2001 roku.
- Aleksandra Szwed – nagrała własną wersję w 2008 roku[5].
- Zespół Starling – nagrał własną wersję w 2008 roku[6].
- Bilguun Ariunbaatar – podczas 1. edycji programu Twoja twarz brzmi znajomo w 2014 roku[7].
- Adam Chrola & Szurpik – nagrali własną wersję w 2016 roku[8].
- Rafał Brzozowski – nagrał własną wersję w 2016 roku[9].
- Krzysztof Tomaszewicz – podczas 24. edycji programu Szansa na sukces w 2021 roku[10].
- Michał Daniszewski – nagrał własną wersję w 2021 roku[11].
- Łukasz Zagrobelny – podczas koncertu pt. Jak przeżyć wszystko jeszcze raz — The Best of Krzysztof Krawczyk w 2021 roku[12].